# 廖國森
廖國森（1955年－），七姊言雪芬、原名廖國馨、昵稱廖姑，香港八和粵劇學院第一屆畢業生，跟隨學院導師任大勳學北派，及王粵生習唱腔。
1982年八和粵劇學院畢業後，於雛鳳鳴劇團為基本團員，演《辭郎洲》任第三生。1983年，隨新馬師曾於臺灣出演。
 

## 經歷
- 1985年至1986年，與楚令欣（盧潤華）合組樂昇平劇團，並任文武生
- 1988年，與陳嘉鳴聯袂於新加坡走埠演出3個月
- 1989年6月，暫代武生靚次伯，唯「六國大封相」中武生「坐車」、「讀聖旨」功夫更是在已經上了工才[4]學習，是「山寨」以八十年代靚在舞台的錄像假装扮「高仿」，直至1992年1月12日「雛鳳鳴」團年晚宴，靚宣告退休為止。
- 1989年11月，在香港文化中心開幕演出《再世重溫金鳳緣》，的見習武生，演出至2007年12月六場於澳門的《帝女花》為止。
- 1990年代初，參演林錦棠的錦添花劇團
- 1992年3月10日，告別演出後，「雛鳳鳴」解散，是不受班主歡迎加入他們組的劇團。
- 1993年，劍新聲劇團美國演出
- 1993年，慶鳳鳴劇團成立，演武生

## 演出劇團
- 雛鳳鳴劇團
- 劍新聲、龍嘉鳳、龍騰燕

## 外部參考
1. ↑  
.   [2011-10-28]. （原始内容存档于2011-01-30）.
2. ↑   .   [2011-10-28]. （原始内容存档于2011-01-30）.
3. ↑  [永久]
4. ↑  2014香港電台戲曲天地主持歐翊豪:『為什麼你沒有推說還沒達水準? 』嘉賓廖:『我不覺還沒有準備好。』

- 廖國森要「開」出一個未來 （页面存档备份，存于）